# Archieparquía de Haifa y Tierra Santa
La archieparquía de Haifa y Tierra Santa (en latín: Archieparchia Ptolemaidensis Maronitarum in Terra Sancta) es una circunscripción eclesiástica de la Iglesia católica en Tierra Santa. Se trata de una archieparquía maronita inmediatamente sujeta al patriarcado de Antioquía de los maronitas. Desde el 16 de junio de 2012 su archieparca es Moussa El-Hage, de la Orden de los Antonianos Maronitas.

## Territorio y organización
La archieparquía tiene 20 415 km² y extiende su jurisdicción sobre los fieles de rito antioqueno maronita residentes en Israel, sin incluir Jerusalén (Este y Oeste) ni los Altos del Golán.
La sede de la archieparquía se encuentra en la ciudad de Haifa, en donde se halla la Catedral de San Luis el Rey.
En 2021 en la archieparquía existían 6 parroquias:
- Nuestra Señora del Rosario, en Acre y Makr
- San Luis el Rey, en Haifa
- San Chárbel, en Isfiya
- San Antonio el Padre del Monasticismo, en Jaffa
- Iglesias de Santa María y de San Marón, en Gush Halav (o Jish)
- Nuestra Señora de la Anunciación, en Nazaret y Shefa-'Amr
- San Jorge, en Ain Kunia (atendida por el párroco de Nazaret)
- San Antonio, en Ramla y Lod
- San Pedro y San Pablo, en Acre-Tiberíades-Kiryat Shemona

Formalmente siguen existiendo dos parroquias en localidades que fueron evacuadas por Israel en 1948 y luego destruidas:
- Nuestra Señora, en Beram (o Kfar Bar'am) (atendida por el párroco de Haifa)
- San Juan el Bautista, en Al-Mansura (atendida por el párroco de Acre)

## Historia
La Iglesia maronita no estaba dividida en diócesis hasta que en 1736 se realizó el sínodo del Monte Líbano en el monasterio de Nuestra Señora en Louaizeh, en el cual se decidió siguiendo las decisiones del Concilio de Trento (1545-1563) la erección canónica de 8 diócesis con límites definidos, cada una con un obispo residente y con autoridad. Una de esas diócesis fue la eparquía de Tiro, que se extendía desde el Chouf en Líbano hasta Haifa.
La eparquía de Tiro se volvió eparquía patriarcal en 1819 y desde 1837 tuvo un obispo propio y recibió el nombre de Tiro y Sidón, dejando de ser la eparquía patriarcal. En 1866 el obispo Boutros Boustany emitió un decreto que estableció los primeros límites de la eparquía de Tiro y Sidón. El 5 de mayo de 1895 la ciudad de Jerusalén fue separada de la eparquía y convertida en vicariato patriarcal de Tierra Santa. 
En 1906 su territorio fue limitado hasta la frontera libanesa por el papa Pío X, pero a continuación —el 26 de enero de 1906— mediante la bula Supremi apostolatus separó la eparquía de Sidón y extendió el territorio de Tiro a la Palestina otomana (los mutasarrifatos de Jerusalén, Nablus y Acre, que incluían Jerusalén, Nazaret, Haifa, Acre y Belén). Sin embargo, el vicariato patriarcal de Tierra Santa continuó existiendo. Incluía en el sur del Líbano: Al-Kharj, Aalma ech Chaab, Qaouzah, Ain Ebel, Rmaich, Debel, Al-Adawiya, Al-Hajja y sus dependencias (Muselih y Najjariyya), Kafru, Kfour, Nabatiyeh, Hamra, Al-Ishaia y sus dependencias, Jarmak y Qatrani. 

Confinia noviter sic constitutae Tyrensis Maronitarum dioeceseos ita reguntur: ad occasum habeat mare internum sive Mediterraneum; ad aquilonem flumen vulgo dictum Al-Zahrani, quod in mare internum influe prope Sydonem urbe, ita ut in Dioecesi Tyrensi includantur districtus et loca nuncupata Gebel-el-Rihan, Nabatié et Bilad-el-Scehif; ad orientem Iordunum flumen a lacu Huly usque ad mare Mortuum; ad meridiem Palaestinae fines qui eam ab Arabia separant.

En 1965 la eparquía de Tiro fue elevada al rango de archieparquía y tomó el nombre de Tiro y Tierra Santa.
La archieparquía de Haifa y Tierra Santa fue erigida el 8 de junio de 1996, separando territorio no libanés de la archieparquía de Tiro.
El 5 de octubre de 1996 fueron erigidos los exarcados patriarcales de Jerusalén y Palestina y de Jordania, que desde entonces se han encomendado al cuidado pastoral del archieparca.

## Estadísticas
Según el Anuario Pontificio 2022 la archieparquía tenía a fines de 2021 un total de 10 000 fieles bautizados.
| Año                                                                             | Población            | Población | Población      | Sacerdotes | Sacerdotes    | Sacerdotes    | Bautizados por sacerdote | Diáconos permanentes | Religiosos | Religiosos | Parroquias |
| Año                                                                             | Bautizados católicos | Total     | % de católicos | Total      | Clero secular | Clero regular | Bautizados por sacerdote | Diáconos permanentes | Varones    | Mujeres    | Parroquias |
| ------------------------------------------------------------------------------- | -------------------- | --------- | -------------- | ---------- | ------------- | ------------- | ------------------------ | -------------------- | ---------- | ---------- | ---------- |
| 1999                                                                            | 7000                 | ?         | ?              | 7          | 5             | 2             | 1000                     |                      | 2          | 9          | 6          |
| 2000                                                                            | 7000                 | ?         | ?              | 6          | 5             | 1             | 1166                     |                      | 1          | 9          | 6          |
| 2001                                                                            | 7000                 | ?         | ?              | 7          | 5             | 2             | 1000                     |                      | 2          | 9          | 6          |
| 2002                                                                            | 7000                 | ?         | ?              | 5          | 5             |               | 1400                     |                      |            | 9          | 6          |
| 2003                                                                            | 7000                 | ?         | ?              | 6          | 6             |               | 1166                     |                      |            | 9          | 6          |
| 2004                                                                            | 7000                 | ?         | ?              | 6          | 6             |               | 1166                     |                      |            | 8          | 6          |
| 2006                                                                            | 7000                 | ?         | ?              | 7          | 7             |               | 1000                     |                      |            | 5          | 6          |
| 2009                                                                            | 7000                 | ?         | ?              | 11         | 8             | 3             | 636                      |                      | 3          | 6          | 6          |
| 2013                                                                            | 7000                 | ?         | ?              | 9          | 9             |               | 777                      |                      |            | 6          | 8          |
| 2016                                                                            | 10 000               | ?         | ?              | 15         | 12            | 3             | 666                      | 2                    | 3          |            | 8          |
| 2019                                                                            | 10 000               |           |                | 14         | 10            | 4             | 714                      | 1                    | 4          |            | 8          |
| 2021                                                                            | 10 000               | ?         | ?              | 11         | 11            |               | 909                      | 1                    |            |            | 6          |
| Fuente: Catholic-Hierarchy, que a su vez toma los datos del Anuario Pontificio. |                      |           |                |            |               |               |                          |                      |            |            |            |

## Episcopologio
- Paul Nabil El-Sayah (8 de junio de 1996-6 de junio de 2011 nombrado archieparca a título personal, de curia del patriarcado de Antioquía de los maronitas)
- Moussa El-Hage, O.A.M., desde el 16 de junio de 2012